# 夜道怪

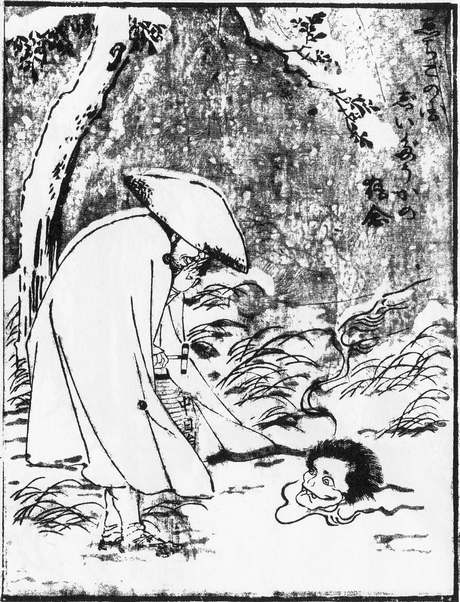
十返舎一九『列国怪談聞書帖』より「宿借」

夜道怪（やどうかい）とは、埼玉県の秩父郡や比企郡小川町大塚などに伝わる怪異の一つ。何者かが子供を連れ去るといわれたもので、宿かい（やどかい）、ヤドウケともいう。

## 概要
子取りの名人のような妖怪として伝承されており、秩父では子供が行方不明になることを「夜道怪に捕らえられた」「隠れ座頭に連れて行かれた」という。比企郡では「宿かい」という者が白装束、白足袋、草鞋、行灯を身につけて、人家の裏口や裏窓から入ってくるといわれる。
民俗学者・柳田國男の著書においては、夜道怪の正体は妖怪などではなく人間であり、中世に諸国を修行して旅していた法師・高野聖のこととされている。武州小川（現・埼玉県比企郡小川町）では、夜道怪は見た者はいないが、頭髪も手入れされておらず、垢で汚れたみすぼらしい身なりの人が、大きな荷物を背負って歩く姿を「まるで夜道怪のようだ」と言うことから、夜道怪とは大方そのような風態と推測されている。実際に高野聖は行商人を兼ねていたため、強力（ごうりき、歩荷を職業とする者）のように何もかも背負って歩き、夕方には村の辻で「ヤドウカ（宿を貸してくれ、の意）」とわめき、宿が借りられない場合には次の村に去ったというが、彼らが旅を通じて次第に摺れ、法力（仏法による力）を笠に着て善人たちを脅かすようになったために「高野聖に宿貸すな、娘取られて恥かくな」という諺すら生まれ、そうした者が現れなくなって以降は単に子供を脅かす妖怪として解釈されるようになった、と柳田は考察している。
江戸時代後期の大衆作家・十返舎一九による読本『列国怪談聞書帖』には、高野聖は巡業の傍らで数珠を商いし、民戸に立っては宿や米、銭を乞う者で、俗にこれを「宿借（やどうか）」というとある（画像参照）。また同書には、道可（どうか）という僧がこのような修行を始めたため、すべての高野聖を「野道可（やどうか）」と呼んだという説も述べられている。